# The Road Less Traveled
| Оценки критиков      | Оценки критиков |
| Источник             | Оценка          |
| -------------------- | --------------- |
| About.com            | [ 1 ]           |
| Allmusic             | [ 2 ]           |
| Chicago Tribune      | (favorable)     |
| Country Weekly       | (positive)      |
| Entertainment Weekly | A-              |
| People               | (favorable)     |
| Rolling Stone        | (favorable)     |

The Road Less Traveled — двадцать первый студийный альбом американского кантри-певца Джорджа Стрейта, вышедший 6 ноября 2001 года на лейбле MCA Nashville (и 28-й альбом в сумме с концертными и сборными). Продюсером был Тони Браун и сам Стрейт. Два сингла с альбома («She’ll Leave You with a Smile» и «Living and Living Well») стали кантри-синглами № 1. Альбом получил положительные отзывы музыкальных критиков и возглавил кантри-чарт Top Country Albums, его тираж превысил 1 млн копий и он получил платиновый статус RIAA.

## Список композиций
1. «She’ll Leave You with a Smile» (Odie Blackmon, Jay Knowles) — 2:58
2. «Run[англ.]» (Tony Lane, Anthony Smith[англ.]) — 4:05
3. «Stars on the Water» (Родни Кроуэлл) — 3:43
4. «Living and Living Well» (Tony Martin[англ.], Mark Nesler, Tom Shapiro) — 3:38
5. «The Real Thing» (Chip Taylor) — 3:33
6. «Don’t Tell Me You’re Not in Love» (Tony Colton, Kim Williams, Bobby Wood) — 3:32
7. «The Road Less Traveled» (Buddy Brock, Dean Dillon) — 3:54
8. «The Middle of Nowhere» (Shawn Camp[англ.], John Scott Sherrill) — 3:14
9. «Good Time Charley’s» (Jerry Chesnut) — 2:31
10. «My Life’s Been Grand» (Мерд Хаггард, Terry Gordon) — 2:38

## Позиции в чартах
| Чарт (2001)                       | Высшая позиция |
| --------------------------------- | -------------- |
| U.S. Billboard Top Country Albums | 1              |
| U.S. Billboard 200                | 9              |